# PT-91
PT-91 je glavni bojni tank poljske vojske. PT-91 je nastal iz tanka T-72.